# Henry Calbabian
Henri André Calbabian dit Henry Calbabian, né le 26 juillet 1926 à Toulouse et mort le 19 juillet 2011 à Augnax dans le Gers, est un photographe portraitiste et journaliste technique spécialisé dans la photographie français.

## Biographie
Issu d'une famille gersoise de photographes, et d'origine arménienne du côté paternel, il a participé à plusieurs revues. Il a dirigé le bulletin national de la Fédération française de photographie, et créé en 1960 sous le nom de plume d'Henry Calba la revue Photographie nouvelle.
Chef-opérateur pour le studio Harcourt, il est l'auteur de plus d'une centaine de portraits de personnalités du cinéma, de l'art, de la politique : Bourvil, Danielle Delorme, Pierre Fresnay, Nelly Kaplan, Samson François, Georges Jouvin, Daniel Gélin, Jeanne Moreau, Robert Hossein, Patachou, Louis de Funès, etc. ou encore Jacques Chaban-Delmas, Ingrid Bergman, Abel Gance et Georges Brassens.